# Голден-Валли (тауншип, Миннесота)
Голден-Валли (англ. Golden Valley) — тауншип в округе Розо, Миннесота, США. На 2000 год его население составило 190 человек.

## География
По данным Бюро переписи населения США площадь тауншипа составляет 93,8 км², из которых 93,8 км² занимает суша, водоёмов нет.

## Демография
По данным переписи населения 2000 года здесь находились 190 человек, 74 домохозяйства и 50 семей.  Плотность населения —  2,0 чел./км².  На территории тауншипа расположено 99 построек со средней плотностью 1,1 построек на один квадратный километр. Расовый состав населения: 98,42 % белых и 1,58 % приходится на две или более других рас. Испанцы или латиноамериканцы любой расы составляли 2,11 % от популяции тауншипа.
Из 74 домохозяйств в 41,9 % воспитывались дети до 18 лет, в 52,7 % проживали супружеские пары, в 6,8 % проживали незамужние женщины и в 31,1 % домохозяйств проживали несемейные люди. 27,0 % домохозяйств состояли из одного человека, при том 10,8 % из — одиноких пожилых людей старше 65 лет. Средний размер домохозяйства — 2,57, а семьи — 3,08 человека.
32,1 % населения — младше 18 лет, 4,7 % — в возрасте от 18 до 24 лет, 35,8 % — от 25 до 44, 17,9 % — от 45 до 64, и 9,5 % — старше 65 лет. Средний возраст — 37 лет. На каждые 100 женщин приходилось 131,7 мужчин.  На каждые 100 женщин старше 18 приходилось 122,4 мужчин.
Средний годовой доход домохозяйства составлял 44 375 долларов, а средний годовой доход семьи —  48 625 долларов. Средний доход мужчин —  29 167  долларов, в то время как у женщин — 27 031. Доход на душу населения составил 15 513 долларов. За чертой бедности находились 6,1 % семей и 9,1 % всего населения тауншипа, из которых 3,5 % младше 18 и 11,1 % старше 65 лет.